# 巨大愛好

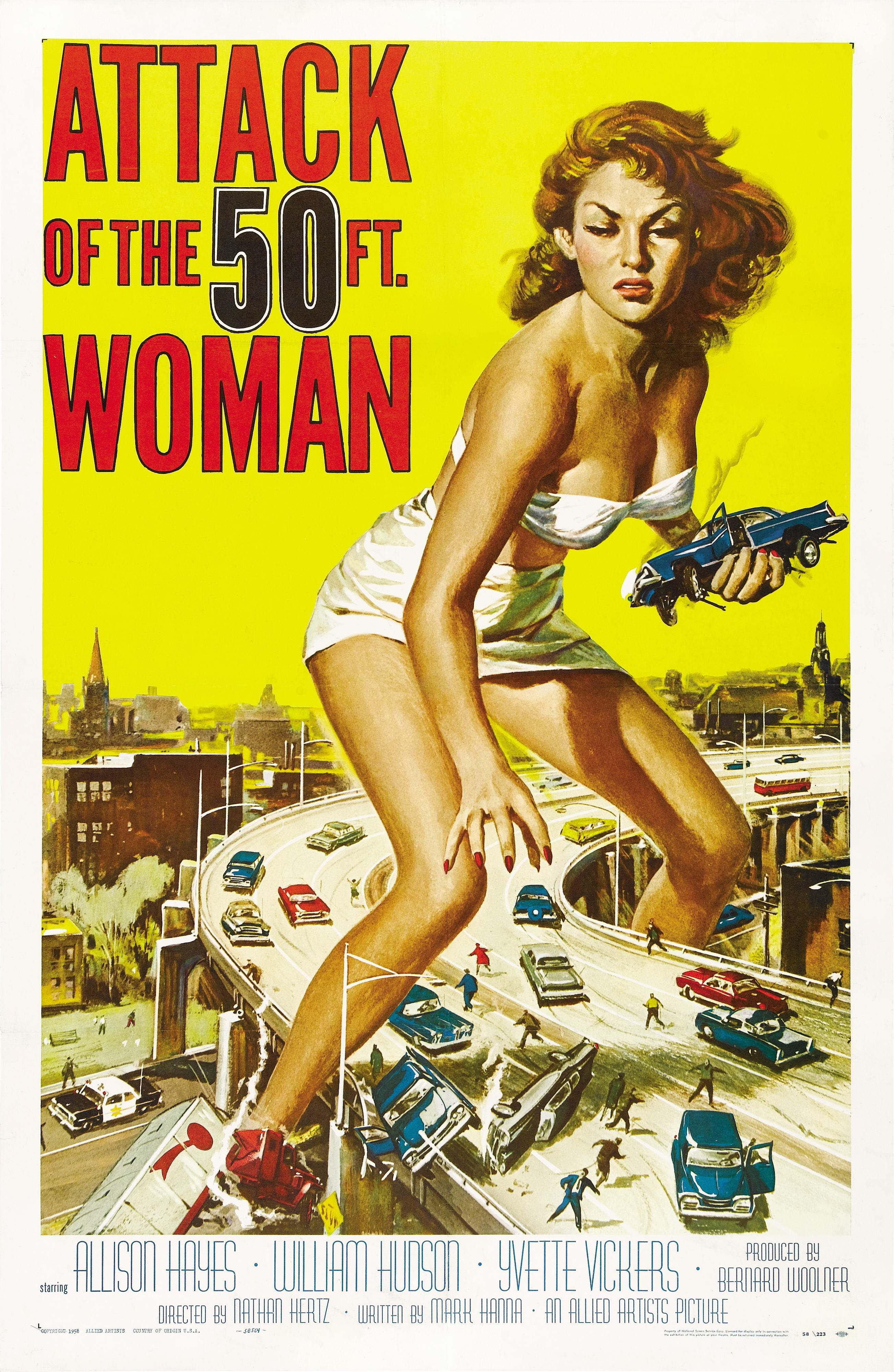
Attack of the 50 Foot Woman 的海報, 一幅描繪著女巨人正在攻擊都市中（相對較小的）人類的作品

對巨大的愛好（Macrophilia，簡稱 Macro），是與巨人有關的一種性幻想，被呈現的通常都是女性巨人。典型來說，這是男性的想像，透過男性扮演「體格渺小」之弱勢、被支配、甚至被其他人類或生物吞吃（吞食愛好）的角色。 故而Macrophilia也被译为女巨人控。 幻想中女巨人的巨大化程度不尽相同，从摩天大廈到地球大小不等，此類幻想不可能實現於現實生活，故愛好者經常透過故事、繪畫等創作來表達。
英文詞彙 Macrophilia 字面上可簡單地被譯為「對大型的愛好」，當中的內容則代表某些人會被「比自己龐大的生物」所吸引。此愛好也會因性別或性向有所不同，愛好者們常想像被欺負、被貶低地位、被支配，或被吞食。女性巨人也常被刻畫為充滿力量與主導權。
至於為何僅有少數地女性巨大愛好者，心理學家 Helen Friedman 推測，由於女性在現今社會體制中已將男性視為力量與權勢的象徵，故不再需要有此類幻想。而樂意扮演著女性巨人角色的愛好者也享受變得強大或被崇拜的感覺。
主攻行为成瘾方向的心理学家马克·格里菲斯博士（Dr. Mark Griffiths）表示，对这种心理的学术研究几乎为零。他表示，即使是不含色情意味的 “巨人场景”，也有可能刺激观看者产生性联想。据他推測，如同大多数恋物癖的成因，此類幻想的成因可追溯於童年或青少年時期，意外地或經常性地與巨人有關之題材（故事、動漫畫情節等）接觸。
澳洲性心理治疗机构负责人，性心理及恋爱心理治疗师帕梅拉·萨珀（Pamela Supple）认为，力量、支配，以及在这些强力面前表现出的脆弱，这些情感就是巨人迷恋的核心。
随着互联网的发展，这种小众嗜好也聚集了越来越多的创造者与爱好者。

## 巨大兽人爱好
对巨大兽人的爱好是对兽控最具吸引力的性偏好之一。巨大兽人角色常常被称为macro或macrofurs,有时也会被称作兽人巨人/兽人女巨人。
与巨大兽人爱好常同时出现在一个相关视媒体或文章中的的性偏好还有吞食爱好、尺寸增长、肥胖爱好以及踩踏破坏小型角色和他们的城市与交通工具，和/或利用它们自慰。

## 参看
巨大娘